# オスターホルツ郡
オースターホルツ郡 (ドイツ語: Landkreis Osterholz, 低地ドイツ語: Landkreis Oosterholt) は、ドイツ連邦共和国ニーダーザクセン州北部に位置する郡で、北西部大都市圏に含まれる。郡庁所在地はオスターホルツ＝シャルムベックである。

## 地理

### 位置
郡の北と西には「オースターホルツァー・ゲースト」（直訳: オースターホルツの砂の土地）が形成されている。東部は、大部分が18世紀に開墾された「トイフェルスモーア」（直訳: 悪魔の泥炭地）があるハンメ川とヴュンメ川の下流低地に属している。郡の西端は「オースターシュターダー・マルシュ」（直訳: オースターシュタットの肥沃な湿地）がヴェーザー川沿いまで広がっている。

### 隣接する郡
本郡は、北から時計回りに、クックスハーフェン郡、ローテンブルク（ヴュンメ）郡、フェルデン郡（いずれもニーダーザクセン州）、ブレーメン市（ブレーメン州）、ヴェーザーマルシュ郡（ヴェーザー川を挟んだ対岸、ニーダーザクセン郡）と境を接している。

### 歴史的、組織的に関連する地域
オースターホルツ郡の歴史的発展は、エルベ＝ヴェーザー・トライアングルに広がっていた旧ブレーメン＝フェルデン公領によっていた。この領邦には、オースターホルツ郡の他に、現在のクックスハーフェン郡、ローテンブルク (ヴュンメ) 郡、シュターデ郡、フェルデン郡が含まれていた。教会、文化、社交組織、商業会議所などの社会組織、福音主義教会管区、景観保護協会などは現在も歴史的な地域の境界を反映している。ブレーメン＝フェルデン公領はその後も、シュターデ代官区、シュターデ行政管区（県）として存続した。シュターデ行政管区は1978年にリューネブルク行政管区に編入された。リューネブルク行政管区も2004年以後は存在していない。

## 歴史

### 創設と1939年までの発展
本郡のオースターホルツという名称は、郡庁所在地にかつて存在していた修道院（1184年 - 1650年）に由来する。この修道院のバシリカは、聖マリエン修道院教会として現存している。この修道院は三十年戦争までは、隣のリリエンタール修道院とともにブレーメン大司教領の一部であったが、後に世俗のブレーメン＝フェルデン公領の一部となった。世俗化に伴いこの修道院からアムト（地方行政単位）が形成されたが、それらは1719年以降ハノーファー選帝侯領の公的な政治上の地方行政単位となった。1823年からアムト・オースターホルツとアムト・リリエンタールはハノーファー王国のシュターデ代官区の一部となった。
オースターホルツ郡（以下の理由から「税務上の郡」とも呼ばれる）は、1867年10月1日にそれまでのハノーファーのアムト・オースターホルツ、アムト・ブルーメンタール、アムト・リリエンタールが、軍事および税務運用上の目的で合併されて成立した。一般行政はアムトの業務として残された。1885年4月1日、シュターデ代官区が新たにシュターデ行政管区に組織変更された後、ハノーファー州の新たな郡条例に基づき、アムト・オースターホルツとアムト・リリエンタールが合併してオースターホルツ郡が創設された。アムト・ブルーメンタールは、アムト・ハーゲンの一部と合併してブルーメンタール郡となった。
オースターホルツ郡には当初109の自治体があったが、それぞれの自治体の人口が少なすぎることから、1920年代にその多くが近隣の大きな自治体と合併した。この他に、1927年にはオースターホルツ、シャルムベック、バルグテン、アーレンスフェルデ、ザントベッカーブルーフが合併してフレッケン・オースターホルツ＝シャルムベックとなった。この町は1929年10月25日に市に昇格した。
1932年、プロイセンの郡の再編により、ブルーメンタール郡とオースターホルツ郡は、新たに拡大されたオースターホルツ郡として統合された。1936年から1937年に郡内の市町村数は一連の合併によって減少した。旧ブルーメンタール郡の一部であったアウムント、ブルーメンタール、ファルゲ、グローン、レーズム、シェーネベックは1939年11月1日にブレーメン市に併合され、これにより1932年の合併で増加した人口の大部分が再び失われた。

### 1945年までの国家社会主義支配
国家社会主義の時代、レーンホルスト（現在はシュヴァーネヴェーデの一部）にレーベンスボルンのホーエホルスト館が設けられた。ファルゲ/シュヴァーネヴェーデ地区では、ナチ時代には、軍備と強制労働が行われていた。海軍の3つの大きな軍事施設建設プロジェクト、すなわち2つの大きな貯蔵施設とUボートのバンカー「ヴァーレンティーン」の建設では、最大時で12,000人が工事に参加した。第二次世界大戦前にはドイツ人労働者と海外で自由意思に基づいて雇用した労働者が工事に従事したが、開戦後には強制労働者がこれに加わった。戦争が進行するにつれ、ファルゲ労働教導施設からのゲシュタポに逮捕された人やシュタラーク X-B ザントボステルからの戦争捕虜も投入された。ファルゲ貯蔵施設の敷地内にはノイエンガンメ強制収容所の分所も設けられ、その収容者はU-ボートのバンカー「ヴァーレンティーン」の建設に従事させられた。シュヴァーネヴェーデのノイエンキルヒェン地区にあるヴィルヘルミーネ兵舎文書・学習館にはその記録が展示されている。ノイエンガンメ強制収容所の分所はリュッバーシュテット＝ビローエにもあった。ここに収容されていた500人のハンガリーの女性たちは、アウシュヴィッツ収容所から転送され、リュッバーシュテットの空軍弾薬庫 (MUNA) で弾薬製造に従事させられた。MUNA リュッバーシュテット作業グループは、この強制収容所の分所の歴史や空軍弾薬貯蔵庫での強制労働について調査を行っている。MUNA の敷地では、2009年までドイツ連邦軍の貯蔵庫があった。

### 第二次世界大戦後
ニーダーザクセン州の地域再編は、オースターホルツ郡では1968年にアイケドルフ、グラスベルク、ヴェルペドルフが新たな自治体グラスベルクに統合されたことで始まった。大規模な地域再編は1974年3月1日のオースターホルツ/ヴェーザーミュンデ地域の市町村新設に関する法律に基づき行われた。ヴェーザーマルシュ郡に属していたヴェーザー川の中州であるハリアーザントおよびヴェーザーミュンデ郡に属していたアックスシュテットとリュッバーシュテットがオースターホルツ郡に移管され、郡域は拡大した。同時に数多くの市町村合併が行われ、現在本郡を構成しているオースターホルツ＝シャルムベック市と10町村が形成された。
1970年代に、ローテンブルク（ヴュンメ）郡からヴィルシュテッター・モーア地区とタルムシュテッター・モーア地区がグラスベルクに移譲された。

## 住民

### 人口推移
以下の表の数値は、Deutsche Verwaltungsgeschichte 1871-1990、1900年の人口は gemeindeverzeichnis.de、1904年の人口はオースターホルツ＝シャルムベックの年代記による。
| 1970年までの人口 | 1890年 | 1900年 | 1904年 | 1910年 | 1925年 | 1933年 | 1950年 | 1961年 | 1969年 | 1970年 |
| ---------------- | ------ | ------ | ------ | ------ | ------ | ------ | ------ | ------ | ------ | ------ |
| ブルーメンタール | 22,547 | 30,353 |        | 39,535 | 43,104 |        |        |        |        |        |
| オスターホルツ   | 28,232 | 29,205 | 29,471 | 31,284 | 32,545 | 80,216 | 73,407 | 71,643 | 80,600 | 82,191 |

| 1980年以降の人口 | 1980年 | 1987年 | 1990年 | 1998年  | 2002年  | 2006年  | 2012年  |
| ---------------- | ------ | ------ | ------ | ------- | ------- | ------- | ------- |
| オスターホルツ   | 93,700 | 94,196 | 96,000 | 108,084 | 111,992 | 112,498 | 110,816 |

| 面積 (km2)       | 1900年 | 1932年 | 1950年 | 2000年 | 2012年 |
| ---------------- | ------ | ------ | ------ | ------ | ------ |
| ブルーメンタール | 175    |        |        |        |        |
| オスターホルツ   | 478    | 653    | 620    | 651    | 651    |

### 宗教

#### キリスト教
現在のオースターホルツ郡の地域は、伝統的に福音主義＝ルター派の信仰が根付いている。教会組織はハノーファー地方教会に属している。戦後になって、多くの故郷を逐われた人々、南欧からのガストアルバイター、東欧からの移住者が流入したことで大きなカトリック教会が形成された。カトリック教会はヒルデスハイム司教区に属す。教会離れが進んでいることから、両キリスト教会は再編プロセスを受け容れている。
郡内にはさらに、自由教会、エホバの証人、ユダヤ教、イスラム教の信者や、無神論者がいる。

#### 宗教統計
Zensus 2011 によれば、住民の 55.8 % が福音主義、6.4 % がローマ＝カトリックを信仰していた。37.8 % はその他の宗教の信者か無信仰であった。2018年末時点での総人口 113,517人に対して、プロテスタント信者の数は 51,866人 (45.6 %) であった。2019年には総人口 113,928人に対して 51,697人 (45.4 %) と減少している。

## 行政

### 郡議会
2016年9月11日の郡議会選挙での政党別得票率と獲得議席数を以下の表に記す。
| 政党および選挙組織 | 政党および選挙組織                                                                                 | 得票率 (%) | 議席数 |
| ------------------ | -------------------------------------------------------------------------------------------------- | ---------- | ------ |
| SPD                | ドイツ社会民主党                                                                                   | 32.73      | 15     |
| CDU                | ドイツキリスト教民主同盟                                                                           | 29.70      | 14     |
| Grüne              | 同盟90/緑の党                                                                                      | 16.70      | 8      |
| Linke              | 左翼党                                                                                             | 4.89       | 2      |
| FDP                | 自由民主党                                                                                         | 4.25       | 2      |
| AfD                | ドイツのための選択肢                                                                               | 4.20       | 2      |
| BF                 | Bürgerfraktion                                                                                     | 3.61       | 2      |
| UWG / UKA          | Unabhängige Wählergemeinschaft Worpswede / Unabhängiger Kommunalpolitischer Arbeitskreis Hambergen | 1.63       | 1      |
| Querdenker         | Wählergruppe Querdenker Lilienthal                                                                 | 1.07       | 0      |
| WG                 | Wählergemeinschaft                                                                                 | 0.66       | 0      |
| Basis              | Basisdemokratische Partei Deutschland                                                              | 0.40       | 0      |
| EB                 | Einzelbewerber                                                                                     | 0.14       | 0      |
| 合計               | 合計                                                                                               | 100        | 46     |
| 投票率             | 投票率                                                                                             | 59.73      | 59.73  |

### 郡長と郡ディレクター
| 郡長                                                          | 任期                            | 政党         |
| ------------------------------------------------------------- | ------------------------------- | ------------ |
| アウグスト・ランゲ (August Lange)                             | 1945年6月11日 - 1946年3月14日   | SPD          |
| ルイ・ビースター (Louis Biester)                              | 1946年3月15日 - 1946年10月31日  | SPD          |
| ヴィルヘルム・アーレンス (Wilhelm Ahrens)                     | 1946年11月1日 - 1949年3月31日   | NLP/DP       |
| ヨハン・クリスティアン・エーファース (Johann Christian Evers) | 1949年4月1日 - 1964年5月4日     | DP           |
| ヒンリヒ・ヴィンタース (Hinrich Winters)                      | 1964年6月8日 - 1968年1月14日    | CDU          |
| ヴァルター・シュリューター (Walter Schlüter)                  | 1968年1月15日 - 1972年11月20日  | SPD          |
| ハインリヒ・ブランケ (Heinrich Blanke)                        | 1981年11月30日 - 1991年11月20日 | CDU          |
| ルートヴィヒ・ヴェッチェン (Ludwig Wätjen)                    | 1991年11月21日 - 2004年12月31日 | SPD          |
| イェルク・ミールケ (Jörg Mielke)                              | 2005年1月1日 - 2013年2月19日    | 無所属 / SPD |
| ベルント・リュッチェン (Bernd Lütjen)                         | 2013年9月27日 -                 | SPD          |

イェルク・ミールケは、2005年1月1日にオースターホルツ郡の行政「一本化」以後に選出された初代郡長となった。彼は、2011年11月11日に得票率 85.46 % で再選された（2004年の選挙の得票率は 62.26 % であった）。この選挙では、2004年とは異なり、オーリヴァー・コラー (FDP 8.39 %) とノルベルト・ヴェーバー (LINKE 5.96 %) の二人の対立候補がいた。ミールケは2004年には SPD、2011年には SPD と CDU の支援を受けていた。イェルク・ミールケは2013年2月19日からハノーファーの州の内閣官房に転身した。その後任となったベルント・リュッチェンは連邦議会選挙と同日選挙となった2013年9月22日の選挙で 56.92 % の票を獲得し、同年9月27日に郡長に就任し、8年後の2011年まで務める。

### 紋章
オースターホルツ郡の紋章は1936年4月25日に認可された。
図柄: 基部は波立つ青地で、その中に銀の鍵が歯を右（向かって左）に向けて水平に配されている。主部は銀地で、黒い帆をあげたトルフカーン（平底の泥炭運搬船）が描かれている。
解説: 郡域は、1/3がムーアである。そこは約200年前に耕地化され、人が定住するようになった。そこに住む人は何十年もムーアを開墾し、燃料として泥炭を販売していた。これを輸送するために用いられたのが、タールや脂で黒くなった帆を掲げたトルフカーンであった。トルフカーンは分岐した水路を通ってハンメ川、ヴェルペ川、ヴュンメ川に出て、さらにレーズム川を経由してヴェーザー川に達した。シュターデの鍵は、17世紀半ばから1978年までこの郡が帰属していた行政管区を象徴している。この紋章は、ブレーメン大司教領の紋章から派生したと考えることもできる。

### 姉妹地区
- クフィジン郡（ポーランド語版、英語版）（ポーランド、ポモージェ県）2006年4月
  - 両郡は欧州プロジェクト「バルチック・ルーラル・ブロードバンド」で結ばれている。このプロジェクトは田舎の地域でブロードバンド技術を拡充させるものである。クフィジン郡は、広さ約 834 km2 に約 80,200人が住んでいるが、その約半数が同名の市の住民である。
- ニーダーザクセン/ブレーメン市町村連合

## 文化と見所

### 自然文化財と自然保護区
郡内には、景観保護区や自然文化財のほかに、17か所の自然保護区がある（2017年2月現在）。

### 研究機関
- シュターデ景観連合 - 文化施設保護のための登録協会

## 経済と社会資本
上級中心都市ブレーメンの陰に隠れる形で、オースターホルツ郡は、1970年にはすでに他の郡よりも工業発展が遅れていることが決定的となった。特に1939年の地域再編で工業化の進んでいた町村（アウムント、ブルーメンタール、ファルゲ、グローン、レーズム、シェーネベック）がブレーメンに併合されたことによって、郡内の工業の 75 % がブレーメンに渡り、失われた。立地条件が良くないことやブレーメンに近いことから、オースターホルツ郡はこの喪失を現在に至るまで補填できずにいる。
2009年の「先進的新社会市場経済 (INSM)」の地域ランキングで本郡は、対象となった409の郡のうち購買力で98位に位置づけられたが、経済効率では391位であった。一人あたりの総生産 16,576ユーロは、連邦平均の 28,534ユーロを下回っていた。これはニーダーザクセン州内では46郡中44位にあたる。
経済成長のポテンシャルを有していることから、トイフェルスモーアを中心とする観光計画に力が注がれている。本郡の客数は、人口1人あたり1.1人で、調査した391の郡の中で372であった。これはニーザーザクセン州内では46郡中40位にあたる。
オースターホルツ郡はブレーメンに近いことから、いわゆる人口密集地域である。特にブレーメンと直接境を接するシュヴァーネヴェーデ、リッターフーデ、リリエンタールは、ブレーメンからの転入により人口が大きく増加している。

### 健康、保健
郡庁所在地のオースターホルツ＝シャルムベックとリリエンタールには救急病院が存在する。オースターホルツ＝シャルムベックの病院はオースターホルツ郡立病院である。リリエンタールのレジンデツ＝クリニークは、かつて教会が運営していたが、経済破綻した後、民間が運営している。

### 交通

#### 道路
郡を南北に、ヴァルスローデからブレーメン、リッターフーデ、シュヴァーネヴェーデを経てブレーマーハーフェンおよびクックスハーフェンに至るアウトバーン A27号線が通っている。

#### 鉄道
- リッターフーデ、オースターホルツ＝シャルムベック、リュッバーシュテット、ハムベルゲンは、南から北に向かう鉄道ブレーメン - ブレーマーハーフェン線沿線に位置している。
- オスターホルツ＝シャルムベックで、エルベ＝ヴェーザー鉄道および交通会社が運営するシュターデ - オスターホルツ＝シャルムベック線が、ヴォルプスヴェーデ、ブレーマーフェルデ、シュターデ方面に分岐する。この路線は現在、モーアエクスプレスと呼ばれる観光列車が運行するだけである。
- シュヴァーネヴェーデのベッケドルフ地区は、ファルゲ - フェーゲザッカー鉄道に接している。この路線は長年ドイツ軍専用であった。ベッケドルフ自体には、海軍鉄道によって一時的に旅客駅がいくつか設けられていた。2007年12月16日、レギオ S-バーン・ブレーメン/ニーダーザクセンの拡張に伴い、この路線をディーゼル車輌による公共旅客列車が運行した。2011年にこの路線は電化された。ラッシュ時の数本を除き、ブレーメン中央駅（ドイツ語版、英語版）およびフェルデンへ乗り換えなく往来することができる。

#### 路面電車
- リリエンタールは、2014年8月1日以降ブレーメン市電4号線に接続している。

## 市町村
| アインハイツゲマインデ（単一自治体） - グラスベルク (Grasberg, 8,088) - リリエンタール (Lilienthal, 20,293) - オスターホルツ＝シャルムベック (Osterholz-Scharmbeck, 30,717)、郡庁所在地 - リッターフーデ (Ritterhude, 14,942) - シュヴァーネヴェーデ (Schwanewede, 20,599) - ヴォルプスヴェーデ (Worpswede, 9,761) ザムトゲマインデ（集合自治体、本部所在地に*） - ザムトゲマインデ・ハムベルゲン (Samtgemeinde Hambergen, 12,087) - アックスシュテット (Axstedt, 1,227) - ハムベルゲン* (Hambergen, 5,706) - ホルステ (Holste, 1,419) - リュッバーシュテット (Lübberstedt, 691) - フォラーゾーデ (Vollersode, 3,044) | オスターホルツ郡の市町村 |

かっこ内の数値は、2023年12月31日現在の人口である。

## 参考図書
- Jens Murken (1999). „De Geschicht is lögenhaft to vertellen, ober wohr is se doch …“. Der Landkreis Osterholz 1932–1948. Zeitgeschichte im Gespräch. Münster: Agenda-Verlag. ISBN 978-3-89688-047-5
- Johann Segelken (1987). Osterholz-Scharmbecker Heimatbuch (4 ed.). Osterholz-Scharmbeck: Saade. ISBN 978-3-922642-18-3
- Kreisverwaltung Osterholz, ed (1970). Der Landkreis Osterholz. Oldenburg: Stalling

### 訳注
1. ↑  ドイツ語: Fleckenは、市に準ずる権利の一部を有するやや大きな町を意味する。